# Adam Budnikowski
Adam Budnikowski (* 18. November 1948 in Więcbork) ist ein polnischer Wirtschaftswissenschaftler und Hochschullehrer. Er war Rektor der Szkoła Główna Handlowa in Warschau.

## Leben
Im Jahr 1971 schloss Budnikowski sein Studium an der Posener Wyższa Szkoła Ekonomiczna ab. Danach arbeitete als Assistent am Lehrstuhl für internationale Wirtschaftsbeziehungen der Szkoła Główna Planowania i Statystyki (heute Szkoła Główna Handlowa) in Warschau, an der er 1975 promovierte. 1983 folgte seine Habilitation. Anschließend war er in Warschau als Adjunkt und Dozent tätig. 1992 wurde er zum Professor an der Hochschule ernannt. Im Jahr 2005 wurde er erstmals und 2008 zu einer zweiten Amtszeit als Rektor der Hochschule gewählt. Sie endete 2012.
Budnikowski war oder ist Mitglied in verschiedenen wissenschaftlichen Organisationen und Institutionen, in denen er teilweise auch Funktionen wahrnimmt: Polnische Akademie der Wissenschaften, Polskie Towarzystwo Ekonomiczne, Towarzystwo Ekonomistów Polskich, Katolicki Uniwersytet Lubelski, die Handelshochschule in Random, die Diplomatenakademie in Warschau oder die Krajowa Szkoła Administracji Publicznej. Er war Fulbright-Stipendiat und Berater der Weltbank in der Türkei und Rumänien. Sein Hauptinteresse gilt der internationalen Wirtschafts- und Finanzpolitik, dem wirtschaftlichen Transformationsprozess Osteuropas sowie der Umweltschutzpolitik. Im Dezember 2012 wurde Budnikowski von der Universitätsvereinigung CEMS ausgezeichnet. Er ist Mitglied der Jury von Galeria Chwały Polskiej Ekonomii.
Budnikowskis Frau Anna ist Anwältin, sein Sohn studiert Jura.